# Arthur et les Minimoys (film)
Pour les articles homonymes, voir Arthur et les Minimoys.
Série Arthur et les Minimoys
Arthur et la Vengeance de Maltazard
(2009)
Pour plus de détails, voir Fiche technique et Distribution.
Arthur et les Minimoys est un film français d'aventures réalisé par Luc Besson et sorti en 2006. C'est l'adaptation cinématographique des deux premiers volets de la série de livres Arthur et les Minimoys créée par Luc Besson et Céline Garcia : Arthur et les Minimoys (2002) et Arthur et la Cité interdite (2003).
Le film se déroule dans les années 1960. Arthur Montgomery, âgé de 10 ans, est en vacances avec sa grand-mère Daisy. Dans cette campagne reculée du Connecticut, il est passionné des aventures africaines de son grand-père Archibald, narrées par sa grand-mère. Archibald a disparu 3 ans plus tôt, et vit ainsi encore dans l'amour des souvenirs. Mais un jour, un investisseur de l'entreprise Davido vient acheter la maison de la grand-mère, car cette dernière n'a pas payé son loyer. Sa grand-mère sans moyens financiers pour payer la dette, Arthur doit partir en quête d'un trésor caché, présent dans ses récits d'aventures familiales. Arthur perce alors le secret laissé par son grand-père pour entrer dans le monde des Minimoys. Un monde peuplé de drôles de créatures hautes de deux millimètres. Ce monde insoupçonné et si proche qui peuple son jardin. Arthur fera la rencontre de la princesse Sélénia, de laquelle il tombe amoureux, et de son frère Bétamèche. Arthur devra se confronter à Maltazard le maudit pour retrouver le trésor.

## Synopsis
1960 au Connecticut, Arthur vit à la campagne avec ses grands-parents et leur chien Alfred en raison des longues absences de ses parents mais, entre-temps, son grand-père explorateur, Archibald, a disparu mystérieusement. Le soir du dixième anniversaire d'Arthur, sa grand-mère lui raconte l'histoire qu’a vécu son grand-père en Afrique où il a reçu un sac de rubis de la part de la tribu des Bogomatasalaï pour les avoir aidé, mais aussi de sa rencontre avec les Minimoys, un peuple de 2 millimètres qui ressemble à des lutins qui vivrait dans le jardin et accessible grâce à un portail caché juste à côté de chez lui.
Le lendemain, Davido arrive chez lui et remet à sa grand-mère, un document fixant l'échéance de la propriété sur cette maison à deux jours. Sa grand-mère tente de vendre les trouvailles de son mari à de potentiels acheteurs mais la somme n’est pas suffisante et elle doit aussi régler les problèmes de factures de l'huissier, téléphone et électricité. Pendant ce temps, Arthur tente de trouver le trésor de son grand-père ; en cherchant dans son bureau de travail. Après avoir décrypté l’indication laissée, Arthur trouve un message caché laissé par son grand-père où il indique comment se rendre aux pays des Minimoys à la dixième lune à minuit pile.
Il suit les instructions et les conseils laissés par son grand-père malgré les interdictions de sa grand-mère en lui faisant boire sans le vouloir tout le flacon de somnifère. Alors qu’il prépare le rituel de la dixième lune, les Bogomatasalaï apparaissent pour l’aider. Après avoir activé le portail, Arthur communique avec le Minimoy Bétamèche et le convainc de l’emmener dans son monde en l'avertissant que son monde est menacé de disparaître. Le portail rétrécit Arthur et le transforme en Minimoy, avec un délai de 36 heures pour pouvoir revenir. Ils se rendent au village des Minimoys et interrompent le retrait de l’épée des pouvoirs par la princesse Sélénia (grande sœur de Betamèche) pour lui annoncer le danger. Sélénia échoue à retirer l’épée, ils décident d’écouter les avertissements d’Arthur et de la mission de son grand-père mais le roi lui révèle qu'il est certainement mort en se rendant à Nécropolis là où règne le maléfique Maltazard, "M" le Maudit.
Aux portes du village, ils reçoivent de la visite mais seul Arthur s’aperçoit qu’il s’agissait d’un piège tendu par les séïdes de "M" pour enlever Sélénia. Les séïdes sur des moustiques arrivent à franchir les portes du village où une bataille s’engage dans laquelle Arthur arrive à extirper l’épée et à mettre à genoux les séides. Il est adulé en héros par tous les Minimoys pour son acte. Arthur commence un long voyage jusqu’à Nécropolis (à travers son propre jardin) avec deux compagnons : la princesse Sélénia et son petit frère Betamèche mais avant de partir le conseiller Miro lui demande de trouver son fils disparu : Mino.
Le lendemain, la grand-mère d'Arthur apprend sa disparition. Pendant ce temps, le trio se rend en ligne de transport de noix par Électrovanne à Nécropolis mais heurte un bourdon et atterrit dans une rivière avec une chute d’eau. Pour s’en sortir, Arthur utilise le lacet de soutien-gorge de Sélénia malgré elle. Pour passer la nuit, ils se mettent à l'aise dans un coquelicot où Arthur apprend que Sélénia va bientôt avoir mille ans et qu’elle devra se trouver un prétendant.
Le lendemain, le trio se rend au potager où Arthur a fabriqué un système d'irrigation avec des pailles pour arroser les légumes mais apprennent que les séïdes volent les pailles pour "M". En se glissant dans l'une des pailles, le trio se retrouve à nouveau dans une rivière avec une chute et rencontre Koolomassaï qui parvient à les couvrir des séides et à les faire entrer discrètement dans le bar de son patron Max qui leur offre son hospitalité jusqu’à ce que le second de "M", son fils Darkos, arrive pour capturer Sélénia. Une bagarre s’engage sur le tourne-disque mais Max parvient à les faire s'échapper vers Nécropolis sous le nez de Darkos.
À la maison, la grand-mère d’Arthur reçoit les parents de ce dernier pour leur annoncer que leur fils a disparu, mais quand elle évoque le trésor, ceux-ci se mettent à chercher. Pendant ce temps, le trio arrive à Nécropolis mais Sélénia décide de confronter "M" seule mais avant de partir, elle décide d’embrasser Arthur ce qui vaut à sceller le mariage mais Arthur et Betamèche se font capturer par Darkos. Alors que Sélénia confronte Maltazard, celui-ci révèle qu’il est maléfique à cause des maladies qu'il a contracté durant ses aventures héroïques et de la méfiance de son peuple mais Sélénia affirme que c’est en étant ivre et empoisonné par sa femme qu’il est devenu laid et maléfique. Après avoir admit les faits, il lui annonce que son baiser peut le guérir du maléfice mais il apprend que Sélénia l’a déjà fait avant et décide donc de l’enfermer avec les autres.
Au cachot, Arthur et Betamèche retrouvent grand-père Archibald avant que Sélénia ne les retrouve et révèle à Arthur qu’ils ne peuvent pas échanger un autre baiser avant mille ans selon le protocole avant que Darkos ne les récupère tous pour les présenter à son père. Ils trouvent Mino et les rubis en guise de trône pour Maltazard. Ce dernier détourne l’eau avec les pailles pour inonder le royaume des Minimoys et leur laisse trois minutes d'avance pour fuir avant l’inondation, mais Arthur convainc Maltazard de le laisser parler à Mino et lui demande de signaler sa position à midi pile. En parcourant la galerie, Arthur retrouve sa voiture jouet et décide de l’utiliser pour transporter tout le monde afin d'atteindre le village à temps.
Une fois de retour au village à temps et alors qu’Arthur et Archibald s’apprêtent à regagner leur monde par le passage du téléscope, Sélénia enfreint la règle et embrasse une nouvelle fois Arthur avant qu’il ne parte. Arthur et Archibald arrivent à temps pour négocier les terrains à Davido. Archibald décide de le distraire en attendant qu’Arthur retrouve les rubis. Parallèlement, Mino indique sa position alors que Maltazard célèbre sa prétendue victoire, ce qui permet à Arthur de jeter sa balle sur Nécropolis pour détruire le système d'irrigation et boucher l’entrée, provoquant ainsi leur propre inondation. Voyant la destruction de son royaume et de ses plans, Maltazard décide de s’enfuir en abandonnant Darkos. L’inondation fait également flotter les rubis avec Mino jusqu’à Arthur afin de les remettre à son grand-père pour qu’il puisse payer avec un rubis ses terrain à Davido mais il menace toute la famille avec un revolver, révélant que c’est la raison pour laquelle il voulait la propriété. S’apprêtant à s’enfuir, les Bogomatasalaï l’en empêchent et il est ensuite arrêté par la police. Arthur ramène Mino chez les Minimoys auprès de son père alors que Sélénia remet l’épée dans son enclume.
Pour avoir récupéré leur maison, toute la famille fête les retrouvailles autour de la table avec les Bogomatassalaï et les deux policiers. Du côté d’Arthur, celui-ci attend impatiemment la dixième lune pour retrouver Sélénia tout comme elle.

## Fiche technique
Sauf indication contraire, les informations mentionnées dans cette section peuvent être confirmées par les bases de données cinématographiques  présentes dans la section « Liens externes ».
- Titre original : Arthur et les Minimoys
- Titres anglophones : Arthur and the Minimoys ou Arthur and the Invisibles[1]
- Réalisation : Luc Besson
- Scénario : Luc Besson, Céline Garcia[2] et Patrice Garcia[3], d'après Arthur et les Minimoys et Arthur et la Cité interdite de Luc Besson, Céline Garcia et Patrice Garcia
- Musique : Éric Serra
- Direction artistique : Patrice Garcia - Philippe Rouchier
- Direction de la photographie : Thierry Arbogast
- Décors : Hugues Tissandier
- Production : Luc Besson, Emmanuel Prévost
- Sociétés de production : EuropaCorp, Avalanche Productions et Apipoulaï ; avec la participation de Canal+[2],[4]
- Société d'effets visuels numérique et animation 3D : BUF Compagnie (Paris)
- Société de distribution : EuropaCorp Distribution (France)
- Budget : 65 200 000 €[5]
- Pays de production :  France
- Langue originale : français
- Genre : fantastique, aventures, animation
- Durée : 103 minutes
- Dates de sortie[1] :
  - Belgique, France, Suisse : 13 décembre 2006
  - France : 4 avril 2007 (version rallongée de 19 minutes - sortie limitée[6])

## Distribution
Sauf indication contraire, les informations mentionnées dans cette section peuvent être confirmées par les bases de données cinématographiques  présentes dans la section « Liens externes ».

### Prises de vues réelles
- Freddie Highmore (VF : Barbara Kelsch ; VQ : François-Nicolas Dolan) : Arthur
- Mia Farrow (VF : Frédérique Tirmont ; VQ : Diane Arcand) : Daisy Suchot, la grand-mère d'Arthur
- Doug Rand (VF : Jean-Paul Rouve) : Armand, le père d'Arthur
- Penny Balfour (VF : Valérie Lemercier ; VQ : Michèle Lituac) : la mère d'Arthur
- Ron Crawford (VF : Michel Duchaussoy ; VQ : Hubert Gagnon) : Archibald, le grand-père d'Arthur
- Jean Bejote Njamba (VF : Doudou Masta) : le chef Massaï
- Adam LeFevre (VF : José Garcia ; VQ : Luis de Cespedes) : Ernest Davido
- Bienvenu Kindoki : Matassalai #1
- Valéry Koko Kingue : Matassalai #2
- Aba Koïta : Matassalai #3
- Vincent Mendy : Matassalai #4
- Mathar Licka Gueye : Matassalai #5
- Saul Jephcott : l'officier de police #1
- Lee de Long : la vendeuse
- Christian Erickson (en) : le vendeur d'antiquités
- Eric Balliet : déménageur #1
- Oxmo Puccino : déménageur #2
- Robert William Bradford : le greffier
- Serge Blumenthal (VF : lui-même) : l'électricien
- David Suchet (VQ : Vincent Davy) : le narrateur

### Voix françaises
- Mylène Farmer : princesse Sélénia
- Cartman : Bétamèche
- Jacques Frantz : le roi des Minimoys
- Tonio Descanvelle : Miro
- Dick Rivers : le passeur
- Sergio Castellitto : le chef de gare
- Rohff : Max
- Stomy Bugsy : Koolomassaï
- Marc Lavoine : Darkos
- Alain Bashung : Maltazard
- Cut Killer : DJ Easy Low
- Barbara Scaff : Mino

### Voix américaines
- Madonna : princesse Selenia
- Jimmy Fallon : Betameche
- Robert De Niro : le roi des minimoys
- Harvey Keitel : Miro
- Emilio Estevez : le passeur
- Chazz Palminteri : l'agent de voyage
- Snoop Dogg : Max
- Anthony Anderson : Koolomassai
- Jason Bateman : Darkos
- David Bowie : Maltazard
- Rob Corddry : Seides
- Nate Corddry : Seides
- Erik Per Sullivan : Mino
- Allen Hoist : Easylow

### Voix québécoises
- Marie-Ève Bertrand : princesse Selenia
- Patrick Chouinard : Betameche
- Jean-Marie Moncelet : le roi des Minimoys
- Hubert Fielden : Miro
- Stephane Rivard : Max
- Pierre Auger : Darkos
- Alain Fournier : Maltazard
- Widemir Normil : Seides 2

### Capture de mouvement
- Barbara Kelsch : Arthur
- Toinette Laquière : princesse Selenia
- Régis Royer : le roi des Minimoys
- Christian Erickson (en) : Maltazard
- Barbara Weber Scaff : Mino

## Production

### Genèse et développement
« Un petit garçon capable de pénétrer dans un monde de lutins ». Avec cette idée, imaginée par Patrice et Céline Garcia, Luc Besson souhaite en faire un film. Avant d'écrire un scénario, il écrit et publie le livre Arthur et les Minimoys en 2002, d'après l'idée originale de Céline Garcia et illustré par Patrice. Trois autres livres seront publiés par la suite : Arthur et la Cité interdite (2003), Arthur et la Vengeance de Maltazard (2004) et Arthur et la Guerre des deux mondes (2005). Luc Besson écrit ensuite le script d'un premier film avec Céline Garcia, qui reprend les intrigues des deux premiers livres.

### Attribution des rôles
Pour trouver l'interprète d'Arthur, Luc Besson a effectué un long casting dans le monde : « J'avais eu beaucoup de mal et j'hésitais entre trois Anglais et deux Américains quand une directrice de casting, extérieure au projet, m'a suggéré de jeter un œil aux photos de Freddie Highmore. Charlie et la chocolaterie venait tout juste d'être tourné, je suis allé le voir et j'ai immédiatement flashé. »
Même si ce film est d'origine « 100 % française », tous les comédiens viennent de Grande-Bretagne ou des États-Unis. Le film a donc été tourné en anglais.
Au niveau du casting vocal, on retrouve plusieurs artistes chanteurs et musiciens : Mylène Farmer dans le rôle de Sélénia, le rappeur Rohff dans le rôle de Max, Alain Bashung pour Maltazard, ainsi que Doudou Masta, Stomy Bugsy, Cut Killer, Dick Rivers. En version anglaise, on retrouve Madonna, Snoop Dogg et David Bowie. Par ailleurs, Barbara Kelsch, qui double Arthur en version française, doublait Milla Jovovich dans Le Cinquième Élément.

### Tournage
Si quelques scènes sont tournées aux studios d'Épinay-sur-Seine, la plupart des décors et maquettes ont été installés à Pantin, dans un ancien silo à grains que Pierre Buffin (le directeur de l'animation) et son équipe de BUF Compagnie ont transformé en studio high-tech. 225 personnes y seront réunies pour le travail d'animation, qui durera près de 27 mois, notamment pour la réalisation des séquences 3D. L'animation des personnages a été créé par un système d'enregistrement de mouvement sans les capteurs habituels, inventé par Pierre Buffin, et permettant aux comédiens d'avoir une plus grande liberté de mouvement.

« Je trouvais plus intéressant de proposer quelque chose de nouveau, qui n'ait jamais été fait. C'est le cas avec ce film qui mêle des personnages en 3D évoluant dans des décors 3D mais tirés de vraies maquettes : nous avons vraiment construit les champignons géants que vous voyez dans le film ! Cela donne une image et un rendu uniques : c'est notre façon de rentrer dans la compétition, de combattre avec eux, même si nous ne sommes qu'une toute petite société en comparaison. »

— Luc Besson
Les scènes en décors réels et avec les acteurs ont été tournées en Normandie.

## Bande originale
Albums de Éric Serra
Bandidas
(2006) Arthur et la Vengeance de Maltazard
(2009)
Bandes originales de Arthur et les Minimoys
Arthur et la Vengeance de Maltazard
(2009)
Habitué des films de Luc Besson, Éric Serra compose la bande originale de Arthur et les Minimoys. Le compositeur a travaillé durant 1 an et demi. Il explique que Luc Besson « voulait une belle musique symphonique, à l'image des grands films d'aventure : Le Seigneur des anneaux, Indiana Jones, La Guerre des étoiles... Il fallait que ce soit à la fois beau, grandiose et magique ! Pour cela, il a réussi à totalement me déstabiliser en me forçant à ne pas écrire à l'image, moi qui travaille toujours en totale synchro ».
L'album commercialisé contient également trois chansons enregistrées spécialement pour le film : Quest For Love de Jewel, Go Girl de Snoop Dogg et It's A Beautiful Day d'Elijah Harris.
Liste des titres
1. Quest For Love (interprété par Jewel)
2. Go Girl (interprété par Snoop Dogg)
3. It's A Beautiful Day (interprété par Elijah Harris)
4. The Minimoys Overture
5. Nice Town
6. Arthur And The Aqueduct
7. The Phonecall And The Waxcake
8. Davidoo And The Watertank
9. Small As A Tooth
10. Stolen Kiss
11. Grandpa's Mission
12. The Cloth Ladder
13. Bogo Matassalai
14. Try To Be Convincing
15. Third Ring For The Soul
16. The Land of the Minimoys
17. Central Gate
18. The Blueberry Catapult
19. Lovebirds
20. Feeding Time
21. The Sword Of Power
22. Arthur The Hero
23. Patchimole
24. Cosmonut

Nutboat And Laces
1. Ballad For Granny
2. In Bed With Selenia
3. Red Poppy Night
4. Dragonfly Eggs
5. Evil Straws
6. Koolo
7. Malthazar
8. No Kiss But Tradition
9. Show Time In Necropolis
10. Timeballs
11. Solid Gate
12. Eternally Grateful
13. A Beautiful Sunday
14. Destruction Of The Seides
15. A Bowl Of Rubies
16. Greed And Loneliness
17. The Minimoys Finale

## Accueil

### Accueil critique
Le film reçoit des critiques globalement positives en France. Il obtient une note moyenne de 3,3⁄5 sur le site AlloCiné, à partir de l'interprétation de 25 critiques de presse recensées. Du côté des avis positifs, Brigitte Baudin écrit dans Le Figaroscope : « Luc Besson a réussi son pari : nous entraîner, grands et petits, dans un passionnant voyage initiatique entre réalité et fantaisie, poésie et imaginaire, dans lequel il tente de délivrer un message : celui de la préservation de l'environnement et du droit à la différence. » Dans Le Nouvel Observateur, Jean-Philippe Gueran écrit notamment : « Au-delà de la prouesse technique, qui n`a vraiment rien à envier aux productions hollywoodiennes équivalentes, Arthur et les Minimoys s'impose par l'humanité de ses personnages grands et petits, la meilleure idée de Luc Besson ayant consisté à confier les voix à des comédiens qui sont aussi des chanteurs de renom. »
Certains journalistes français n'apprécient pas le film. Dans Les Inrockuptibles, on peut ainsi lire « Luc Besson, de plus en plus à la ramasse, conjugue ses techniques d'animations prétendument révolutionnaires à un imaginaire top ringard ». Thomas Sotinel du Monde regrette quant à lui des « situations et de répliques si convenues qu'il est impossible de leur donner vie » tout en admettant qu'une « fois Arthur passé de l'autre côté du miroir (en l'occurrence une lentille de télescope), les choses s'arrangent un peu ».
La presse américaine accueille moins bien le film. Sur l'agrégateur Rotten Tomatoes, il récolte 22% d'opinions favorables pour 92 critiques et une note moyenne de 4,4⁄10. Sur Metacritic, il obtient une note moyenne de 39⁄100 pour 22 critiques.

### Box-office
| Pays                           | Box-office        | Nombre de semaines | Classement TLT | Date        |
| Box-office mondial             | 113 022 170 USD   | 11                 | -              | au 26/02/07 |
| Box-office États-Unis / Canada | 15 132 763 USD    | 8                  | 2.628e         | au 26/02/07 |
| Box-office France              | 6 396 989 entrées | 9                  | 111e           | au 13/02/07 |
| Box-office Paris               | 890 351 entrées   | 9                  | -              | au 13/02/07 |
| Box-office Suisse              | 64 113 entrées    | 8                  | 753e           | au 14/02/07 |

### Problèmes de droits d'auteur
Le 8 janvier 2016, le tribunal de grande instance de Paris a estimé que quatre dessinateurs ayant participé à la conception du film — Philippe Rouchier, Robert Cepo, Georges Bouchelaghem et Nicolas Fructus — étaient des « co-auteurs » puisque leur contribution constitue un élément essentiel du film, et leur a donc attribué un pourcentage des recettes, en lieu et place de la rémunération forfaitaire prévue à leur contrat,.

## Autour du film

### Suites
À la suite du succès en France du premier volet (6 millions d'entrées en France), Luc Besson a mis en chantier deux suites :
- Le second épisode Arthur et la Vengeance de Maltazard est sorti au cinéma le 2 décembre 2009.
- Le troisième épisode Arthur 3 : La Guerre des deux mondes est sorti le 13 octobre 2010.

### Film dérivé
En avril 2022, un film d’horreur dérivé intitulé Arthur, malédiction et tourné en secret à l’été 2020 est annoncé. Écrit par Luc Besson et réalisé par Barthélemy Grossmann, le film suit un groupe d’adolescents qui cherchent la maison où a été tourné la trilogie d’origine, et la découvre habitée. Il sort en France en salles le 29 juin 2022.

### Jeu vidéo
Le jeu est sorti sur PC le 17 décembre 2006, sur PS2 le 17 novembre 2006, sur PSP le 23 février 2007, sur Nintendo DS le 14 décembre 2006 et sur Game Boy Advance le 15 décembre 2006.

### Attractions

#### Arthur, l'Aventure 4D
Parallèlement à la trilogie cinématographique, une attraction a vu le jour au parc du Futuroscope. Intitulée Arthur, l'aventure 4D, elle a ouvert ses portes le 19 décembre 2009 dans le pavillon Imax 3D Dynamique. Il s'agit d'un cinéma dynamique, proposant un film en relief de 4 min 30 s au format OMNIMAX, projeté sur un écran hémisphérique de 900 m2.
Le coût total de l'attraction est de 6 millions d'euros, dont 1,8 million d'euros pour la partie aménagement, gros œuvre et décor, et 4,2 millions d'euros pour la réalisation du film en 3D. Tout comme la trilogie, la réalisation du court métrage est assurée par Luc Besson et le studio français Buf Compagnie.

#### Arthur au Royaume des Minimoys
En juillet 2014, une nouvelle attraction sur Arthur et les Minimoys ouvre au parc d'attractions allemand Europa-Park. Contrairement au parc du Futuroscope, ici c'est une partie de l'univers des films qui est reproduit, le village des Minimoys, Paradise Alley et bien d'autres. Ce nouveau quartier d'Europa-Park aura nécessité un an et demi de travaux et 25 millions d'euros soit le projet le plus ambitieux du parc d'attractions depuis son ouverture.
Cet univers est principalement situé en intérieur, il est composé de trois attractions dont un circuit de montagnes russes, une tour de chute, et un manège, ces deux dernières étant réservées aux enfants.
Lors de l'ouverture, Luc Besson a déclaré qu'Arthur avait maintenant sa maison, et qu'elle était à Europa-Park. Effectivement dans le parc français, l'univers d'Arthur et les Minimoys n'est retranscrit que sur un écran de cinéma en 4-D.